# La Vérité (Le Bernin)
Pour les articles homonymes, voir La Vérité.
La Vérité ou La vérité dévoilée par le temps est une sculpture en marbre de l'artiste Gian Lorenzo Bernini, dit Le Bernin, l'un des plus grands sculpteurs du baroque italien. Réalisée entre 1645 et 1652, le sculpteur souhaite y dépeindre la vérité de manière allégorique, en jeune femme nue, dévoilée par une figure du Temps qui se trouve au dessus d'elle. Toutefois, la figure du Temps n'a jamais été réalisée, même si Le Bernin a, jusqu'en 1665, toujours exprimé le souhait d'ajouter ce personnage. Elle est aujourd'hui conservée dans la Galerie Borghèse à Rome.

## Contexte historique
Lors de son élection à la papauté en 1623, Maffeo Vincenzo Barberini prend le nom d'Urbain VIII et nomme Le Bernin comme artiste principal de la cour papale à Rome. Selon le biographe du Bernin, Philippe Baldinucci, Maffeo Barberini est « à peine monté sur le trône sacré » lorsqu'il convoque Le Bernin et lui dit : « C'est votre grande chance de voir le cardinal Maffeo Barberini pape, mais notre chance est bien plus grande car le chevalier Bernini vit pendant notre pontificat ».
Le Bernin connait un grand succès pendant son mandat d'artiste principal de la cour papale mais, après la mort d'Urbain en 1644, il est démis de ses fonctions par le nouveau pape, Innocent X. Le nouveau pape a des goûts plus conservateurs et favorise le rival du Bernin, Alessandro Algardi. Malgré sa  disgrâce, cela ne l'empêche pas de travailler occasionnellement pour lui. L'une de ses œuvres les plus célèbres, la Fontaine des Quatre-Fleuves, est l'un des projets réalisés pour Innocent X. Il conserve néanmoins sa position d'architecte de la basilique Saint-Pierre malgré son éloignement de la cour papale et, après la mort d'Innocent en 1655, il reçoit immédiatement deux commandes majeures à Saint-Pierre : la décoration de la chaire et la construction d'une colonnade autour de la place.
Selon son fils Domenico Bernini, Le Bernin créé La Vérité dévoilée par le Temps en réponse aux attaques des opposants qui critiquent un de ses projets raté, celui de faire construire deux tours sur la façade de la basilique Saint-Pierre. Bien que cela soit plausible, les historiens ne sont pas certains de la validité des affirmations de Domenico à ce sujet . Des fissures sont apparues sur la façade en raison de l'incapacité des fondations à soutenir les tours, provoquant des critiques sur les travaux du Bernin. La responsabilité incombe en grande partie à Carlo Maderno, l'architecte précédent, qui a construit des fondations fragiles par rapport à la refonte monumentale envisagée, et au pape Urbain VIII, qui a fait pression sur Le Bernin pour qu'il construise des clochers plus lourds et plus élaborés.
Durant la période difficile qui suit la mort d'Urbain VIII, Le Bernin peut trouver la paix et la sérénité grâce à sa confiance inébranlable qu'un jour on lui donnera raison. Cette conviction est si forte qu'il crée La Vérité dévoilée par le Temps pour exprimer cette confiance dans cette revendication. Malgré cette conviction, la sculpture du Temps n’est jamais commencée et le projet reste inachevé. L'historien Franco Mormando a suggéré que le retour du Bernin dans la faveur du public après la mort d'Innocent X aurait pu faire perdre à la pièce sculpturale son urgence émotionnelle, ce qui serait logique étant donné que l'artiste est réintégré à la place qu'il occupait antérieurement dans les échelons supérieurs de la société.

## Histoire
Le Bernin commence les travaux préparatoires de La Vérité dévoilée par le Temps en 1645, pendant la période critique qui suit la mort de son principal mécène, le pape Urbain VIII. En 1647, il commence à réaliser le groupe de marbre plus grand que nature. La sculpture est mentionnée dans une lettre envoyée par le duc de Bracciano, Paolo Giordano II Orsini au cardinal Mazarin le 6 juillet 1647. La statue est en grande partie achevée en 1652. 
Après avoir essayé de vendre l'œuvre au cardinal Mazarin, il laisse dans son testament, la sculpture au premier-né de la famille Bernini, sous la garde perpétuelle de sa famille, « car en la voyant, tous mes descendants se rappelleront que la vérité est la plus belle vertu du monde dans la mesure où elle est finalement révélée par le Temps ».  Après sa mort, elle reste dans la famille, exposée sur un bloc de stuc incliné au XIXe siècle. Elle est conservée dans la maison du Bernin, Via della Mercede, jusqu'en 1852, puis est installée au Palazzo Bernini sur la Via del Corso (Rome) jusqu'en 1924. Après 1924, la sculpture est conservée dans un entrepôt de la Galerie Borghèse jusqu'à son acquisition en 1958 par le gouvernement italien, date à laquelle elle est transférée à son emplacement actuel sur un socle dans la salle VI de la Galerie Borghèse. Son socle était à l'origine incliné, mais elle repose désormais sur un socle plat après une récente restauration, la laissant plus droite, comme elle était exposée à l'origine.

## Description

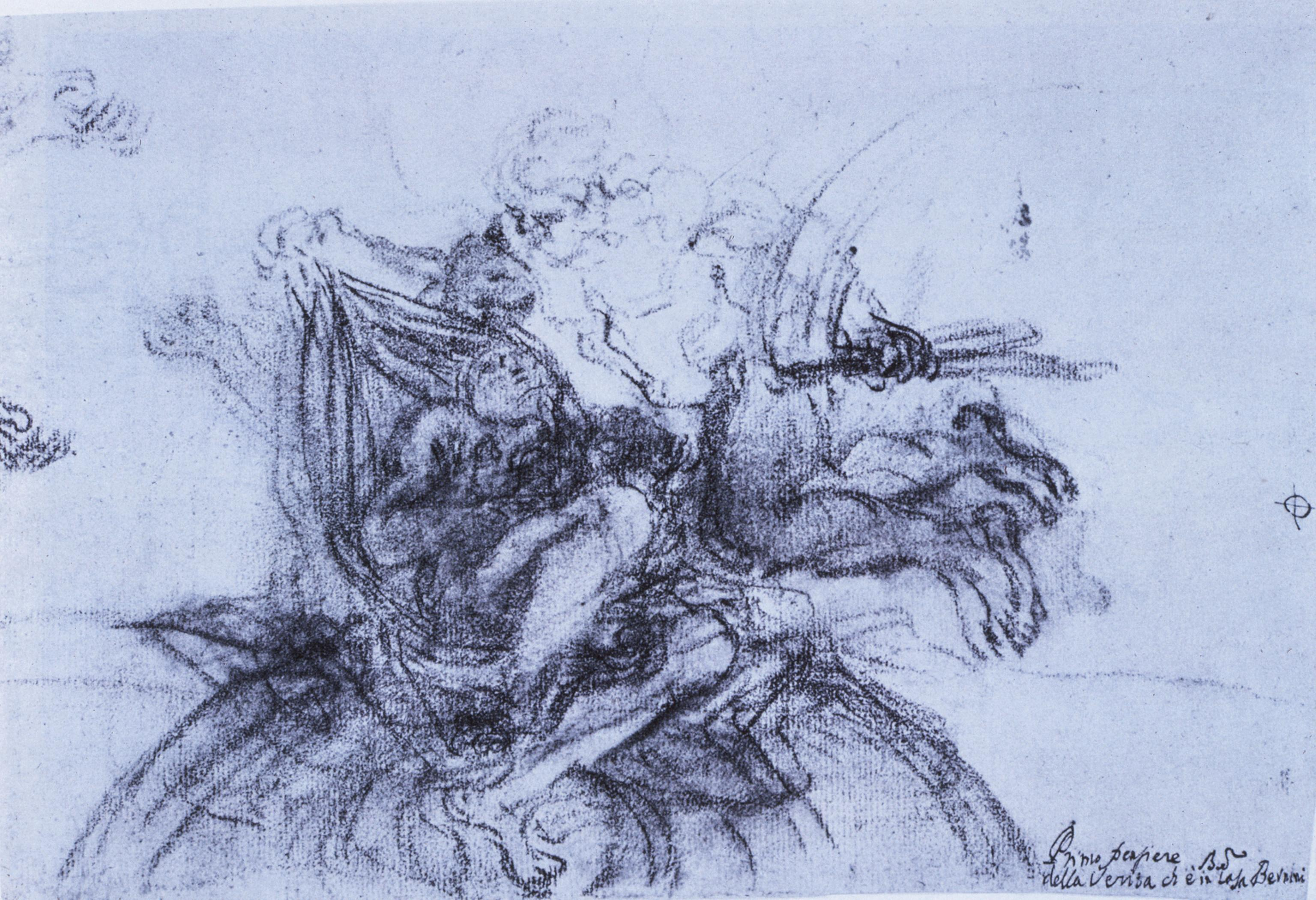
Bernin, dessin préparatoire au groupe sculpté du Temps dévoilant la Vérité, vers 1646, Leipzig, Museum der Bildenden Künste, pierre noire sur papier

La Vérité dévoilée par le Temps est une sculpture en marbre blanc de 280 cm de hauteur, qui comprend le piédestal de 17 cm sur lequel elle repose. Assise sur un rocher avec des rideaux en mouvement derrière elle, la jeune Vérité tient une représentation du Soleil dans sa main droite au niveau des épaules tandis qu'elle pose sa jambe gauche sur la Terre. Elle regarde au-delà du soleil avec un regard de paix et de réconfort, peut-être même de joie. La Vérité a déjà été dépouillée de ses vêtements. La draperie stratégiquement placée est suggestive et pas aussi manifestement que dans les scènes véritablement profanes. Sa poitrine et son ventre nus sont visibles tandis que son aine est couverte par une partie du drapé flottant. Un sentiment de mouvement, d’émotion et de vigueur anime son être ; le marbre froid semble aussi souple que de la chair véritable. Selon le biographe du Bernin, Philippe Baldinucci : « Son ciseau était appliqué de telle manière qu'on aurait pu croire qu'il coupait de la cire au lieu du marbre ».

## Influences

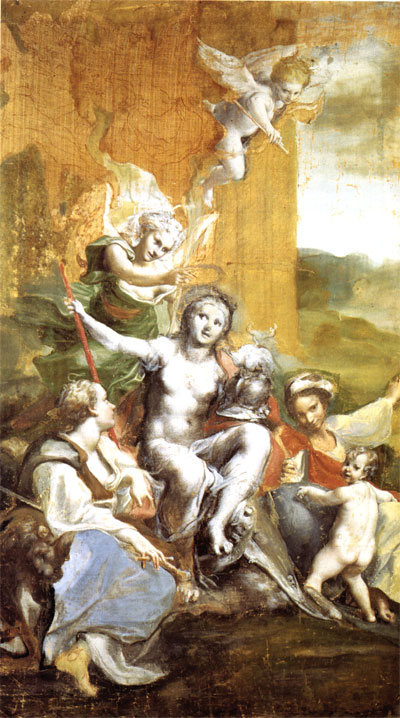
Le Corrège, Allégorie de la Vertu, années 1520, Galerie Doria-Pamphilj, Rome.

Le placement d'une jeune fille sur un rocher qui tient un soleil dans la main droite tout en posant la jambe gauche sur la Terre est conforme à l'iconographie chrétienne populaire détaillée par Cesare Ripa dans son célèbre livre Iconologia. De nombreux dessins préparatoires pour le groupe sculptural subsistent. Il existe des similitudes entre la figure de La Vérité et l'Allégorie de la Vertu inachevée du Corrège conservée dans la Galerie Doria-Pamphilj à Rome où le Bernin l'a peut-être vue.
Dans le cadre des conventions iconographiques traditionnelles, le positionnement spécifique des jambes est également un moyen de communiquer des messages sexuels au spectateur.

## Intention de l'artiste
En créant cette œuvre, Le Bernin a voulu donner une représentation visuelle à un dicton familier utilisé pour consoler les victimes de l'injustice : « N'ayez pas peur, car tôt ou tard, le Temps révélera la Vérité ».
Bien que Le Bernin ne soit pas le premier artiste à aborder ce sujet, le thème étant déjà populaire dans la littérature et l'art, il réussit à créer une interprétation originale au-delà de celles faites auparavant. L'originalité de sa représentation réside dans sa nature littérale : il fait de l'action de dévoiler le centre principal de la représentation, alors que les œuvres littéraires et artistiques précédentes s'intéressaient davantage aux sujets de la Vérité et du Temps ; Le Bernin s'intéresse davantage à leurs actions et à ce que cela signifie.
Bien qu'il n'ait pas achevé la figure complémentaire du Temps, un dessin préparatoire retrouvé à Leipzig et un récit d'un artiste dans un journal permettent de savoir ce que Le Bernin imaginait pour la composition achevée : elle aurait représenté la figure ailée du Père Temps, un vieillard portant une faux, selon une représentation traditionnelle, en train de dépouiller la figure beaucoup plus jeune de Dame Temps, qui sourit de joie, tandis que sa Vérité nue est exposée aux yeux du monde, triomphante, sa main droite tenant l'attribut solaire qui lui est consacré,
.